# Gare de l'Est (Kinshasa)
Pour les articles homonymes, voir Gare de l'Est.
La Gare de l'Est ou Kinshasa Est est une gare centrale ferroviaire de la ville de Kinshasa dans la commune de la Gombe en république démocratique du Congo, situé sur la ligne du chemin de fer Matadi–Kinshasa (CFMK). C'est la station de transbordement entre le rail et le fleuve. Elle est exploitée par la régie ONATRA.

## Histoire
La gare principale de Léopoldville (actuel Kinshasa) et aussi de Brazzaville, avant l'ouverture du Chemin de fer Congo-Océan, fut celle de Kitambo  (baptisée Kitambo Magasin). Elle s'appelait « Léopoldville ». Après le changement d'écartement de 750 mm à 1 067 mm du CFMK et le déplacement de la voie entre Ndolo et Kitambo du milieu du Boulevard Albert 1er (actuel Boulevard du 30 juin) vers la position actuelle en 1932, fut construite une nouvelle gare au Pool Malebo : « Léopoldville Est ». 
L'ancienne gare à Kitambo devient « Léopoldville Ouest ».
La gare voisine notamment le Beach Ngobila sur le Port de Kinshasa, effectuant les liaisons maritime avec Brazzaville, et les bâtiments de l'ONATRA et du Ministère des Transports.